# Hotel Billau

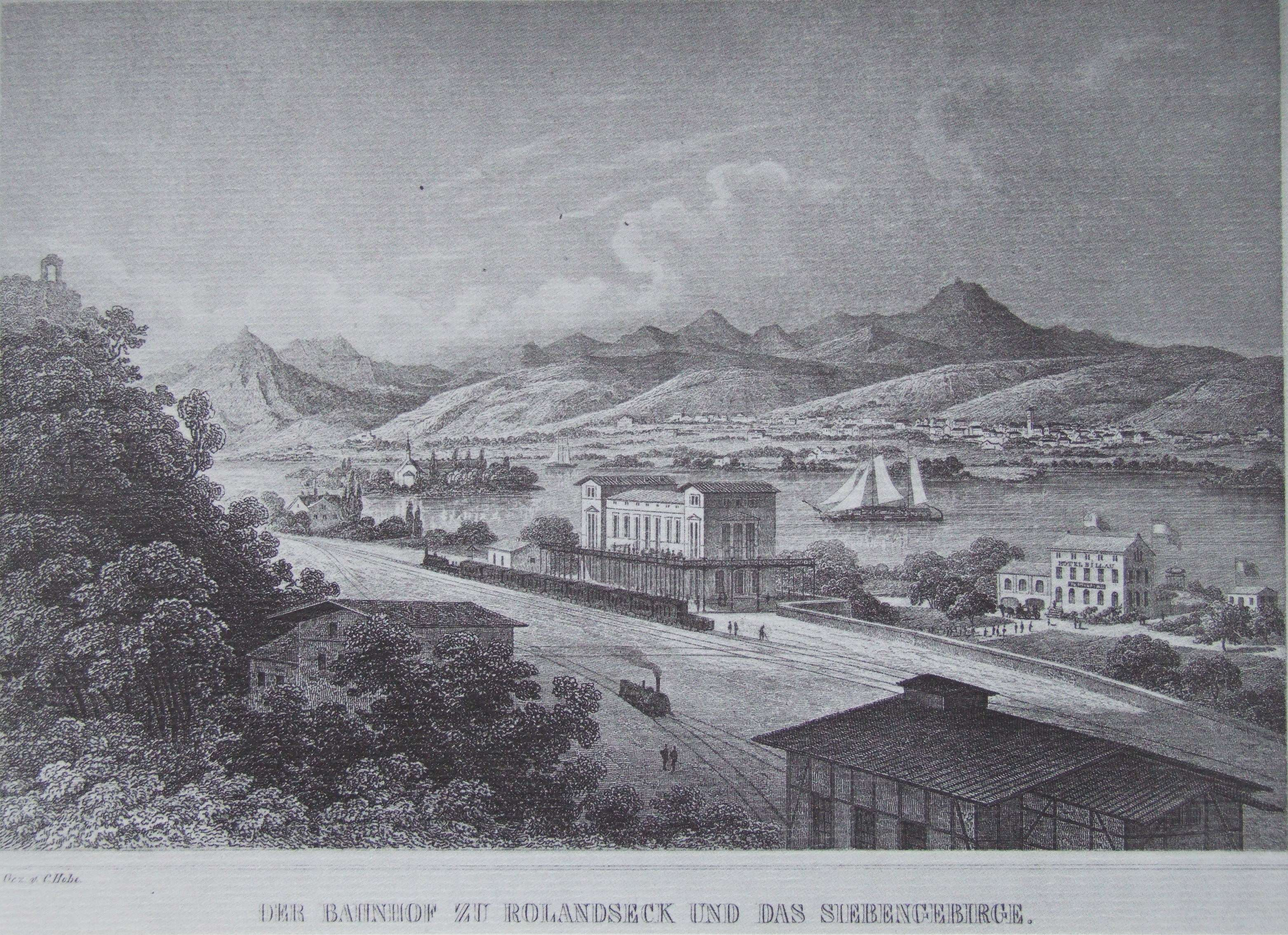
Bahnhof Rolandseck und Hotel Billau 1857 (vor dem Umbau)

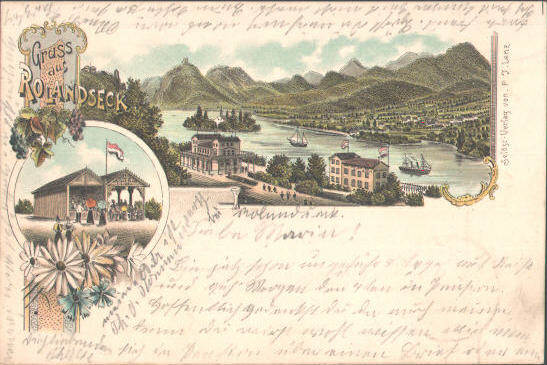
Bahnhof Rolandseck und Hotel Billau 1899 (nach dem ersten Umbau)

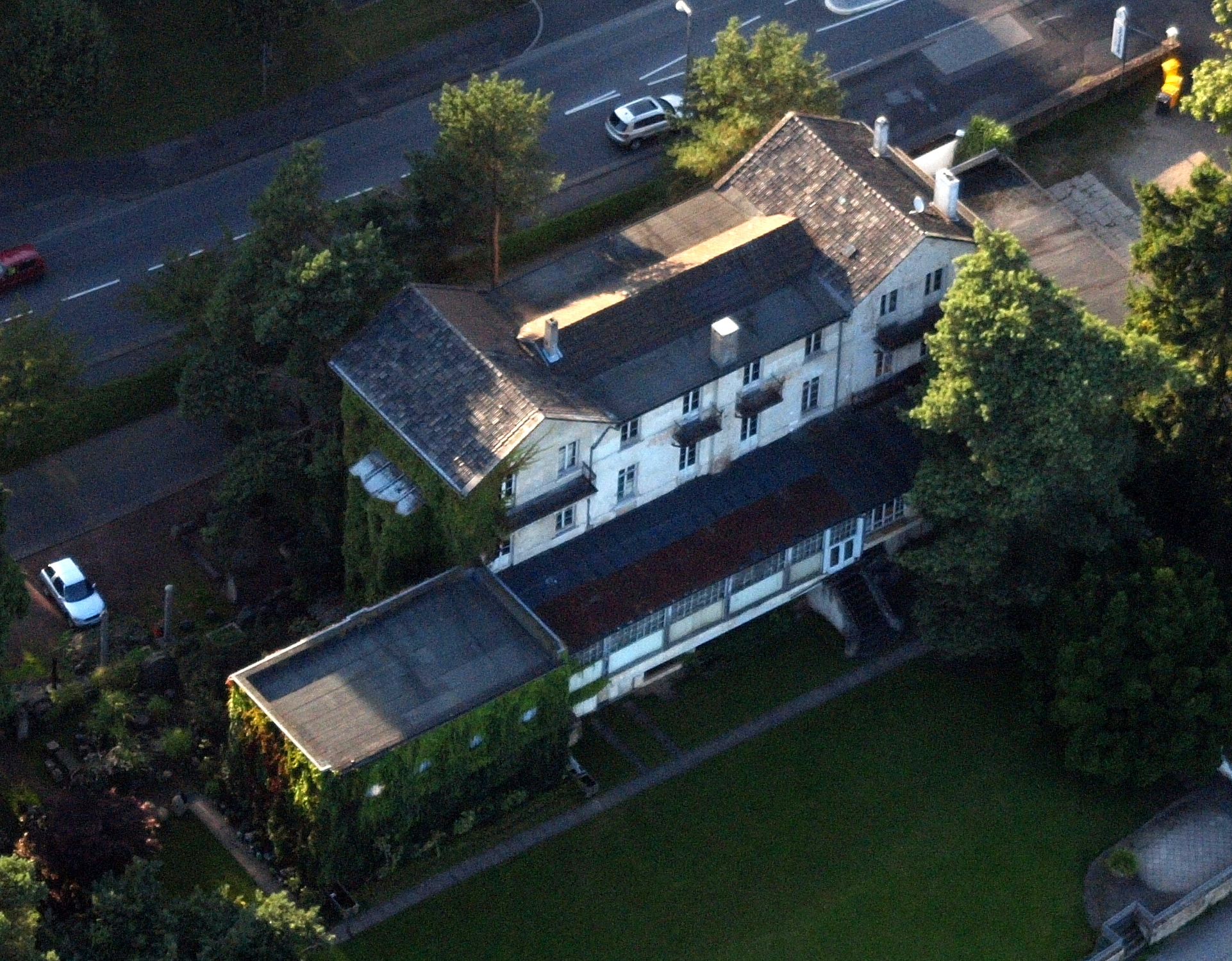
Hotel Billau, Luftaufnahme (2013)

Das Hotel Billau, später Hotel Bellevue bzw. Hotel Rheingold-Bellevue, war ein renommiertes Hotel in Rolandseck.
Das Hotel lag gegenüber dem Bahnhof Rolandseck und war ursprünglich baulich relativ schlicht gestaltet. Nachdem das repräsentative Empfangsgebäude des Bahnhofes errichtet worden war, wurde an das Hotel zunächst am nördlichen, später auch am südlichen Ende je ein Risalit angebaut, sodass es nun ein verkleinertes Abbild des Bahnhofs Rolandseck darstellte.
Eine Szene von William Blacks Werk Kilmeny spielt im Hotel Billau.
Das Haus ging um 1900 in den Besitz der Hoteliersfamilie Decker über. Es diente in den 1950er-Jahren der FGAN als Domizil. Das Haus wurde später als „ein seit Jahrzehnten verfallener ehemaliger prächtiger Bau“ geschildert.